# Esporte Clube Ypiranga (Marataízes)
Esporte Clube Ypiranga é um clube de futebol brasileiro de Marataízes, no estado do Espírito Santo. Atualmente encontra-se atualmente afastado das competições promovidas pela FES. Mandava seus jogos no Estádio Joca Soares. Seu mascote é um tubarão e suas cores são vermelho e branco.

## História
O Ypiranga foi fundado em 19 de maio de 1956. O clube disputou três edições da Segunda Divisão do Campeonato Capixaba (1998 a 2000).
O Ypiranga foi punido em 2002, juntamente com o Canário e o Aracruz (não deve ser confundido com o atual EC Aracruz, também licenciado) por não jogar a Segunda Divisão Estadual naquele ano. Com isso, a equipe encontra-se, desde então, inativa dos campeonatos profissionais sob gerenciamento da FES.

## Estádio Joca Soares
O estádio do Ypiranga abriga em torno de mil lugares. Segundo o dirigente Antônio Carlos Boca, o estádio está muito ultrapassado e consiga ser liberado apenas para 600 pessoas.